# سيسيغ
سيسيغ هو طبق فلبيني يصنع من أجزاء من وجه وبطن الخنزير ، وكبد الدجاج الذي عادة ما يكون متبل بالكالامانسي والبصل والفلفل الحار.